# 帕莱莎·戈瓦丹
帕莱莎·戈瓦丹（2003年7月25日—）是尼泊尔残疾人跆拳道运动员。2021年参与东京残奥会58公斤级比赛，三年后于巴黎残奥会57公斤级跆拳道项目获得铜牌，为首位获得残奥奖牌的尼泊尔运动员。

## 个人生活

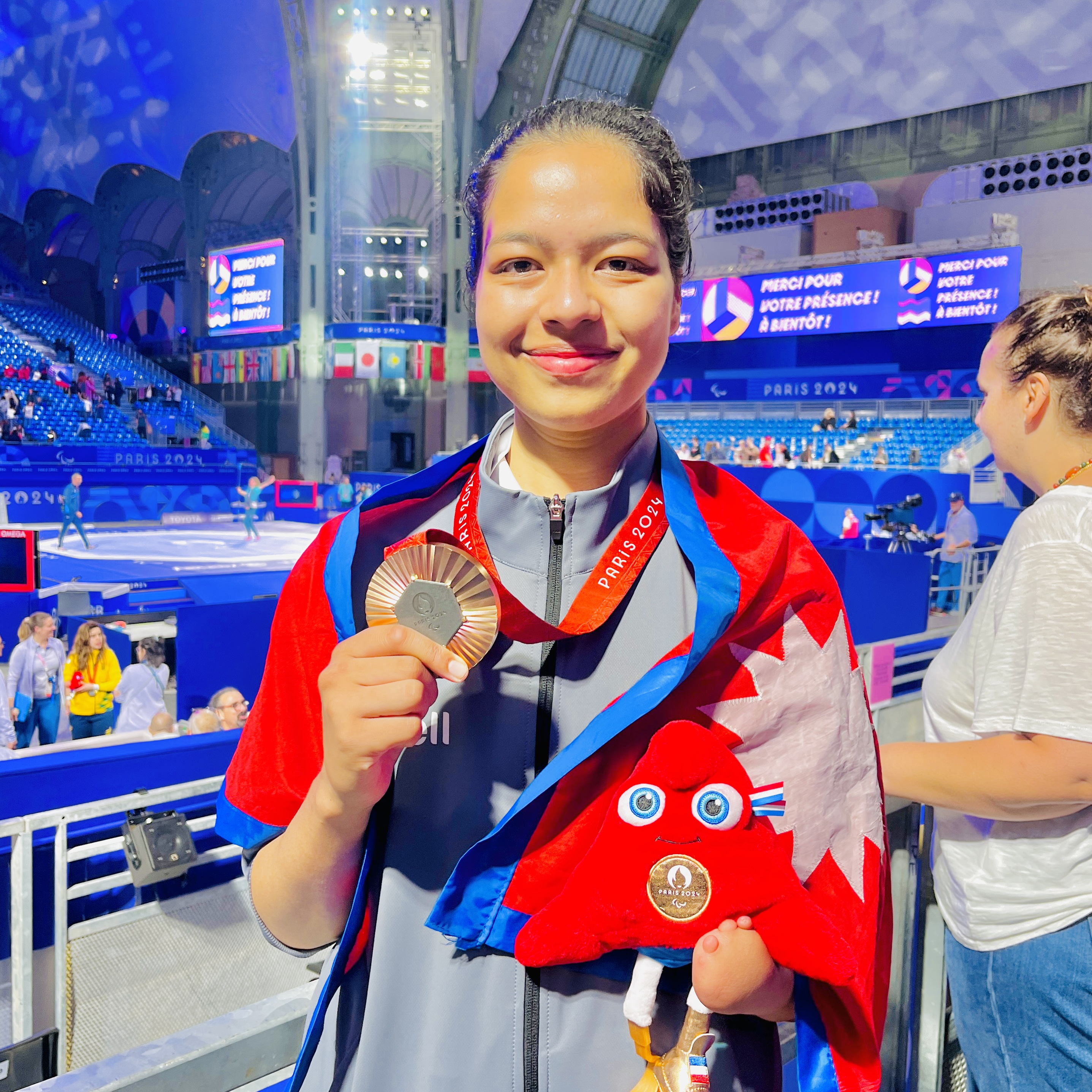
在巴黎残奥会上获得铜牌的帕莱莎·戈瓦丹

帕莱莎·戈瓦丹生于加德满都巴格巴扎尔，父母为普拉迪普·戈弗丹和马尼塔·戈弗丹［本姓什雷斯塔（Shrestha）］，先天无左手掌。2016年起同卡维拉杰·内吉·喇嘛在尼泊尔跆拳道协会一同训练。

## 生涯
戈瓦丹于2018年在越南举办的残疾人跆拳道亚洲锦标赛上获得铜牌。参与2021年东京残奥会期间，戈瓦丹以21-8的成绩不敌英国的贝丝·芒罗，后者最终获得银牌。后戈瓦丹在复活赛击败美国的布丽安娜·萨利纳罗和塞尔维亚的玛丽亚·米切夫，最终被中国的李羽洁打败。自此，戈瓦丹成为首位在夏残奥会取得两次胜利的尼泊尔运动员。在同年的亚洲青年残疾人运动会上，戈瓦丹于决赛打败伊朗的易卜拉欣·罗扎，获得尼泊尔残疾人跆拳道首金。
2023年亚残运会期间，戈瓦丹取得铜牌，成为首位在亚洲残疾人运动会上取得奖牌的尼泊尔运动员。
2024年3月，戈瓦丹在亚洲残奥资格赛女子57公斤级比赛上夺金，获得巴黎残奥会参赛资格，成为首位通过该渠道取得参赛资格的尼泊尔运动员。在残奥会女子57公斤级跆拳道比赛上，戈瓦丹以31比0击败委内瑞拉的瓦莱丽亚·莫拉莱斯，但又以8比10不敌巴西的西尔瓦娜·费尔南德斯。及后其进入复活赛以争取铜牌。她在第一轮以2比1打败法国的索菲·卡韦尔赞，最终以15比8击溃塞尔维亚的玛丽亚·米切夫，夺得铜牌，成为首位获得残奥奖牌的尼泊尔运动员。赛后，尼泊尔总理卡德加·普拉萨德·夏尔马·奥利代表尼泊尔政府给予戈瓦丹650万尼泊尔卢比奖金以示表彰。2025年古晋亚锦赛，戈瓦丹获得亚军。

## 奖项及荣誉
| 次序 | 奖项及荣誉                                                               | 授予单位                            | 授予年份 |
| ---- | ------------------------------------------------------------------------ | ----------------------------------- | -------- |
| 1.   | 2077年（维克拉姆历）第15届尼泊尔国家和国际体育协会奖                     | 尼泊尔国家和国际体育协会            | 2021     |
| 2.   | 2022年度最佳运动员奖                                                     | 尼泊尔国家体育委员会                | 2022     |
| 3.   | 2078年度（维克拉姆历）尼泊尔体育记者论坛巴贾杰脉冲星体育奖最佳残奥运动员 | 尼泊尔体育记者论坛                  | 2023     |
| 4.   | 尼泊尔政府2079年（维克拉姆历）宪法日纪念奖                               | 尼泊尔总统办公室 拉姆·钱德拉·保德尔 | 2023     |
| 5.   | 2024年度最佳跆拳道运动员                                                 | 尼泊尔跆拳道协会                    | 2024     |
| 6.   | 尼泊尔奥委会2024年度最佳残奥运动员                                       | 尼泊爾奧林匹克委員會                | 2024     |
| 7.   | 2080年度（维克拉姆历）尼泊尔体育记者论坛巴贾杰脉冲星体育奖最佳残奥运动员 | 尼泊尔体育记者论坛                  | 2024     |